# Аллен, Дебби
Дебби Аллен (англ. Debbie Allen; род. 16 января 1950, Хьюстон, Техас, США) — американская актриса, танцовщица, хореограф, режиссёр, продюсер и член Президентского комитета по искусству и гуманитарным наукам, лауреат пяти премий «Эмми» и «Золотого глобуса».

## Ранние годы
Дебби Аллен родилась 16 января 1950 года в Хьюстоне, штат Техас, и была младшей из четырёх детей в семье. Её старшей сестрой является актриса и певица Филисия Рашад. Аллен была режиссёром и одним из продюсеров популярного ситкома «Шоу Косби», главную женскую роль в котором исполняла Филисия Рашад. Она окончила со степенью бакалавра университеты Говарда и Северной Каролины и вскоре начала выступать на бродвейской сцене.

## Карьера

### Актриса
Аллен наиболее известна по своей главной роли в музыкально-драматическом телесериале «Слава», продолжении кинофильма 1980 года «Слава», где она также сыграла. Роль в сериале принесла ей премию «Золотой глобус» за лучшую женскую роль в телевизионном сериале — комедия или мюзикл в 1983 году. Аллен также двадцать раз была номинирована на премию «Эмми», выиграв трижды: в 1983, 1984, 1991 и 2021 (дважды) годах. За свои достижения на Бродвейской сцене она была номинирована на премию «Тони» а также выиграла награду «Драма Деск» в 1980 году. В 1991 году она была удостоена собственной звезды на Голливудской «Аллее славы».
На большом экране Дебби Аллен снялась в фильмах «Слава» (1980), а также его одноимённом ремейке 2009 года, «Рэгтайм» и «Открытый чек». Также она снялась в ситкоме «В доме» (1995—1996), а в последние годы была заметна по роли доктора Кэтрин Эйвери в телесериале «Анатомия страсти».

### Продюсер, режиссёр и хореограф
Как режиссёр Дебби Аллен работала в почти сорока телесериалах и фильмах начиная с середины восьмидесятых. Наиболее успешным её проектом стал ситком «Другой мир», который она продюсировала и сняла почти все эпизоды. Шоу транслировалось с 1987 по 1993 год и было весьма успешно в рейтингах. Как режиссёр она работала в таких сериалах как «Семейные узы», «Принц из Беверли-Хиллз», «Квантовый скачок», «Сумеречная зона», «Анатомия страсти» и многих других. Как хореограф она в первую очередь прославилась благодаря постановкам церемоний вручения премий «Оскар», с 63 по 67 церемонии.

## Личная жизнь
С 1984 года Аллен замужем за баскетболистом Нормом Никсоном, у них трое детей: Вивиан Никсон — танцовщица и актриса, Нормом Никсон Младший — баскетболист и актёр и Девон Никсон — актёр.